# Ms. Jackson
"Ms. Jackson" is een single van OutKast uit 2000. Het is de derde single van het studioalbum Stankonia uit 2000. De single deed het in thuisland de Verenigde Staten goed en behaalde, net als in Nederland, de nummer 1-positie. "Ms. Jackson" was een single die door André 3000 geschreven werd over het uitmaken van zijn relatie met zangeres Erykah Badu.

## Hitnoteringen
| "Ms. Jackson" in de Nederlandse Top 40 - binnen 20-01-2001 | "Ms. Jackson" in de Nederlandse Top 40 - binnen 20-01-2001 | "Ms. Jackson" in de Nederlandse Top 40 - binnen 20-01-2001 | "Ms. Jackson" in de Nederlandse Top 40 - binnen 20-01-2001 | "Ms. Jackson" in de Nederlandse Top 40 - binnen 20-01-2001 | "Ms. Jackson" in de Nederlandse Top 40 - binnen 20-01-2001 | "Ms. Jackson" in de Nederlandse Top 40 - binnen 20-01-2001 | "Ms. Jackson" in de Nederlandse Top 40 - binnen 20-01-2001 | "Ms. Jackson" in de Nederlandse Top 40 - binnen 20-01-2001 | "Ms. Jackson" in de Nederlandse Top 40 - binnen 20-01-2001 | "Ms. Jackson" in de Nederlandse Top 40 - binnen 20-01-2001 | "Ms. Jackson" in de Nederlandse Top 40 - binnen 20-01-2001 | "Ms. Jackson" in de Nederlandse Top 40 - binnen 20-01-2001 |
| Week                                                       | 1                                                          | 2                                                          | 3                                                          | 4                                                          | 5                                                          | 6                                                          | 7                                                          | 8                                                          | 9                                                          | 10                                                         | 11                                                         |                                                            |
| ---------------------------------------------------------- | ---------------------------------------------------------- | ---------------------------------------------------------- | ---------------------------------------------------------- | ---------------------------------------------------------- | ---------------------------------------------------------- | ---------------------------------------------------------- | ---------------------------------------------------------- | ---------------------------------------------------------- | ---------------------------------------------------------- | ---------------------------------------------------------- | ---------------------------------------------------------- | ---------------------------------------------------------- |
| Nummer                                                     | 3                                                          | 2                                                          | 1                                                          | 4                                                          | 5                                                          | 5                                                          | 6                                                          | 7                                                          | 11                                                         | 22                                                         | 38                                                         | uit                                                        |

| "Ms. Jackson" in de Nederlandse Single Top 100 - binnen: 20-01-2001 | "Ms. Jackson" in de Nederlandse Single Top 100 - binnen: 20-01-2001 | "Ms. Jackson" in de Nederlandse Single Top 100 - binnen: 20-01-2001 | "Ms. Jackson" in de Nederlandse Single Top 100 - binnen: 20-01-2001 | "Ms. Jackson" in de Nederlandse Single Top 100 - binnen: 20-01-2001 | "Ms. Jackson" in de Nederlandse Single Top 100 - binnen: 20-01-2001 | "Ms. Jackson" in de Nederlandse Single Top 100 - binnen: 20-01-2001 | "Ms. Jackson" in de Nederlandse Single Top 100 - binnen: 20-01-2001 | "Ms. Jackson" in de Nederlandse Single Top 100 - binnen: 20-01-2001 | "Ms. Jackson" in de Nederlandse Single Top 100 - binnen: 20-01-2001 | "Ms. Jackson" in de Nederlandse Single Top 100 - binnen: 20-01-2001 | "Ms. Jackson" in de Nederlandse Single Top 100 - binnen: 20-01-2001 | "Ms. Jackson" in de Nederlandse Single Top 100 - binnen: 20-01-2001 | "Ms. Jackson" in de Nederlandse Single Top 100 - binnen: 20-01-2001 | "Ms. Jackson" in de Nederlandse Single Top 100 - binnen: 20-01-2001 |
| Week                                                                | 1                                                                   | 2                                                                   | 3                                                                   | 4                                                                   | 5                                                                   | 6                                                                   | 7                                                                   | 8                                                                   | 9                                                                   | 10                                                                  | 11                                                                  | 12                                                                  | 13                                                                  |                                                                     |
| ------------------------------------------------------------------- | ------------------------------------------------------------------- | ------------------------------------------------------------------- | ------------------------------------------------------------------- | ------------------------------------------------------------------- | ------------------------------------------------------------------- | ------------------------------------------------------------------- | ------------------------------------------------------------------- | ------------------------------------------------------------------- | ------------------------------------------------------------------- | ------------------------------------------------------------------- | ------------------------------------------------------------------- | ------------------------------------------------------------------- | ------------------------------------------------------------------- | ------------------------------------------------------------------- |
| Nummer                                                              | 5                                                                   | 3                                                                   | 1                                                                   | 3                                                                   | 4                                                                   | 5                                                                   | 8                                                                   | 9                                                                   | 21                                                                  | 36                                                                  | 48                                                                  | 68                                                                  | 74                                                                  | uit                                                                 |

| "Ms. Jackson" in de Vlaamse Ultratop 50 - binnen 03-02-2001 | "Ms. Jackson" in de Vlaamse Ultratop 50 - binnen 03-02-2001 | "Ms. Jackson" in de Vlaamse Ultratop 50 - binnen 03-02-2001 | "Ms. Jackson" in de Vlaamse Ultratop 50 - binnen 03-02-2001 | "Ms. Jackson" in de Vlaamse Ultratop 50 - binnen 03-02-2001 | "Ms. Jackson" in de Vlaamse Ultratop 50 - binnen 03-02-2001 | "Ms. Jackson" in de Vlaamse Ultratop 50 - binnen 03-02-2001 | "Ms. Jackson" in de Vlaamse Ultratop 50 - binnen 03-02-2001 | "Ms. Jackson" in de Vlaamse Ultratop 50 - binnen 03-02-2001 | "Ms. Jackson" in de Vlaamse Ultratop 50 - binnen 03-02-2001 | "Ms. Jackson" in de Vlaamse Ultratop 50 - binnen 03-02-2001 | "Ms. Jackson" in de Vlaamse Ultratop 50 - binnen 03-02-2001 | "Ms. Jackson" in de Vlaamse Ultratop 50 - binnen 03-02-2001 | "Ms. Jackson" in de Vlaamse Ultratop 50 - binnen 03-02-2001 | "Ms. Jackson" in de Vlaamse Ultratop 50 - binnen 03-02-2001 | "Ms. Jackson" in de Vlaamse Ultratop 50 - binnen 03-02-2001 | "Ms. Jackson" in de Vlaamse Ultratop 50 - binnen 03-02-2001 |
| Week                                                        | 1                                                           | 2                                                           | 3                                                           | 4                                                           | 5                                                           | 6                                                           | 7                                                           | 8                                                           | 9                                                           | 10                                                          | 11                                                          | 12                                                          | 13                                                          | 14                                                          | 15                                                          |                                                             |
| ----------------------------------------------------------- | ----------------------------------------------------------- | ----------------------------------------------------------- | ----------------------------------------------------------- | ----------------------------------------------------------- | ----------------------------------------------------------- | ----------------------------------------------------------- | ----------------------------------------------------------- | ----------------------------------------------------------- | ----------------------------------------------------------- | ----------------------------------------------------------- | ----------------------------------------------------------- | ----------------------------------------------------------- | ----------------------------------------------------------- | ----------------------------------------------------------- | ----------------------------------------------------------- | ----------------------------------------------------------- |
| Nummer                                                      | 19                                                          | 9                                                           | 5                                                           | 2                                                           | 2                                                           | 2                                                           | 4                                                           | 6                                                           | 10                                                          | 10                                                          | 15                                                          | 17                                                          | 26                                                          | 33                                                          | 40                                                          | uit                                                         |

### NPO Radio 2 Top 2000
| Nummer met noteringen in de NPO Radio 2 Top 2000 | '15  | '16  | '17 | '18  | '19 | '20  | '21  | '22  | '23  | '24  |
| ------------------------------------------------ | ---- | ---- | --- | ---- | --- | ---- | ---- | ---- | ---- | ---- |
| Ms. Jackson                                      | 1903 | 1720 | -   | 1878 | -   | 1902 | 1805 | 1807 | 1907 | 1955 |

1. ↑  Een '-' betekent dat het nummer niet was genoteerd en een vetgedrukt getal geeft de hoogste notering aan.
2. ↑  2015 was het eerste jaar met een notering voor dit nummer.

## Gebruikte muziekinstrumenten
- Basgitaar, gitaar en pianokeyboard.